# Sainte-Foy-de-Longas
 Sainte-Foy-de-Longas  es una población y comuna francesa, situada en la región de Aquitania, departamento de Dordoña, en el distrito de Bergerac y cantón de Sainte-Alvère.

## Demografía
| 264 | 255 | 241 | 259 | 250 | 249 |
| Para los censos de 1962 a 1999 la población legal corresponde a la población sin duplicidades (Fuente: INSEE [Consultar]) |     |     |     |     |     |